# 河合逸治
河合 逸治（かわい いつじ、1886年〈明治19年〉6月20日 - 1964年〈昭和39年〉3月13日）は、大正 - 昭和期の英語学者、教育者。三大予備校の一つ、河合塾の創始者として知られる。第五高等学校、名古屋高等商業学校および名城大学・名古屋商科大学教授。

## 略歴
静岡県引佐郡細江町（現・浜松市浜名区）出身。第七高等学校造士館、東京帝大英文科卒後、大正3年に第五高等学校の教授となる。欧米留学からの帰国後は、名古屋高等商業学校（現・名古屋大学経済学部）教授の職に就く。
1933年には名古屋市昭和区の名古屋市立名古屋商業学校（現在は向陽高等学校が立地）前にあった自宅に「河合英学塾」を開設。1937年になり、「河合塾」へと改称した。
1948年5月、田中壽一（のちの名城大学学長）に、創設前の名城大学へ幹部級の待遇で招聘される。河合はこの誘いを受けるとともに、大学創設準備にも積極的に関わり、交渉のため文部省にも足しげく通った。大学設立が成った後は、同学教授に就任する。授業には自作のガリ版のテキストを買わせたが、生徒によれば「アリが行列しているような細かい字」であったという。また、校歌の作詞も手がけている。1951年には第二教養部長の職に就いた。直後名城大で紛争が起きたことから職を辞し、設立間もない名古屋商科大学に移り死去まで教養部長を務めた。
長男河合斌人、次男河合邦人はともに河合塾を引き継いで成長させた。2020年に河合塾理事長に就任した河合英樹は曾孫にあたる。